# George Curzon
George Nathaniel Curzon, 1. markýz Curzon (George Nathaniel Curzon, 1st Marquess Curzon, 1st Earl Curzon of Kedleston, 1st Viscount Scarsdale, 1st Baron Ravensdale, 1st Baron Curzon of Kedleston, 5th Baron Scarsdale; 11. ledna 1859, Kedleston Hall – 20. března 1925, Londýn) byl britský státník a diplomat, na přelomu 19. a 20. století uznávaný odborník na problematiku kolonií a mezinárodních vztahů. Byl místokrálem v Indii (1899–1905) a britským ministrem zahraničí (1919–1924), jako přední politik Konzervativní strany byl v roce 1924 kandidátem na premiéra. Během své dlouholeté kariéry ve státních službách byl povýšen na hraběte (1911) a markýze (1921), byl též rytířem Podvazkového řádu. Jeho zetěm byl fašistický politik Oswald Mosley.

## Kariéra

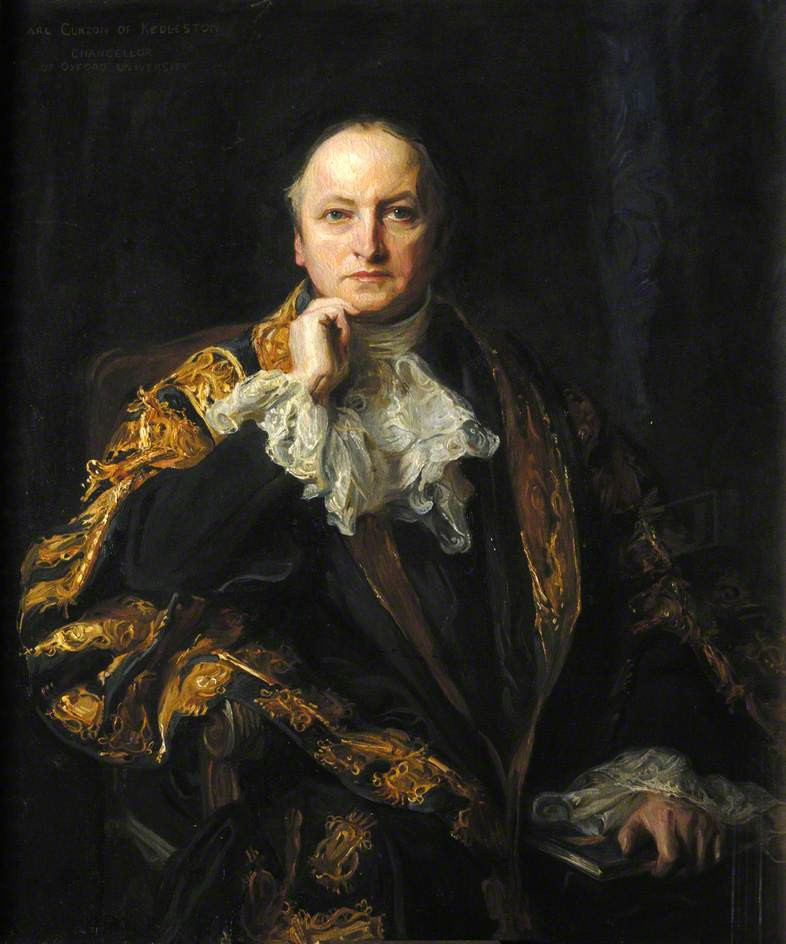
Portrét lorda Curzona od Philipa de László ve sbírkách oxfordské univerzity (1913)

Pocházel ze staré anglické šlechtické rodiny z hrabství Derby, narodil se do početné rodiny Alfreda Curzona, 4. barona Curzona (1831–1916), měl deset sourozenců. Studoval v Etonu a na Oxfordu, kde se uplatnil ve správě univerzity. Kariéru zahájil jako soukromý tajemník markýze ze Salisbury (1885), v letech 1886–1898 byl poslancem Dolní sněmovny za Konzervativní stranu. V letech 1891–1892 byl státním podsekretářem pro Indii a zároveň mluvčím ministerstva v Dolní sněmovně. V letech 1892–1895 procestoval Asii a své poznatky z cest publikoval, pak byl členem vlády jako státní podsekretář zahraničí (1895–1898). Tehdejší ministr zahraničí lord Salisbury byl zároveň premiérem a členem Sněmovny lordů, takže Curzon jako mluvčí ministerstva v Dolní sněmovně patřil k důležitým osobnostem zahraniční politiky.
V letech 1899–1905 byl generálním guvernérem a místokrálem v Indii (do funkce byl jmenován ve věku necelých čtyřiceti let a byl tak jedním z nejmladších místodržitelů nejdůležitější britské kolonie). Uplatnil své schopnosti, vzdělání a poznatky z cest po Asii, mimo jiné inicioval rekonstrukci Tádž Mahalu, který byl v havarijním stavu od indického povstání z roku 1857. Z funkce odstoupil v listopadu 1905 kvůli zásadním rozporům s indickým vrchním velitelem generálem Kitchenerem v otázce rozdělení kompetencí vojenské a civilní správy.
Po návratu do Anglie zastával čestný post lorda strážce pěti přístavů (1904–1905) a lorda rektora univerzity v Glasgow (1908–1911). V letech 1908–1911 byl reprezentantem irských peerů ve Sněmovně lordů, v roce 1911 získal britský titul hraběte z Kedlestonu a stal se regulérním členem Horní sněmovny (titul barona ze Scarsdale zdědil po otci až v roce 1916), v roce 1916 získal Podvazkový řád. Poté byl lordem prezidentem Tajné rady (1916–1919) a mluvčím konzervativců ve Sněmovně lordů, v letech 1919–1924 státním sekretářem zahraničí. V roce 1921 byl povýšen na markýze. Po krátké vládě labouristů a návratu Konzervativní strany k moci byl kandidátem na post premiéra, ale s jeho názory nesouhlasila řada členů strany. Oficiálně byl uveden důvod, že Curzon jako peer je nevhodný pro úřad předsedy vlády a získal znovu jen post prezidenta Tajné rady (1924–1925).

## Rodina

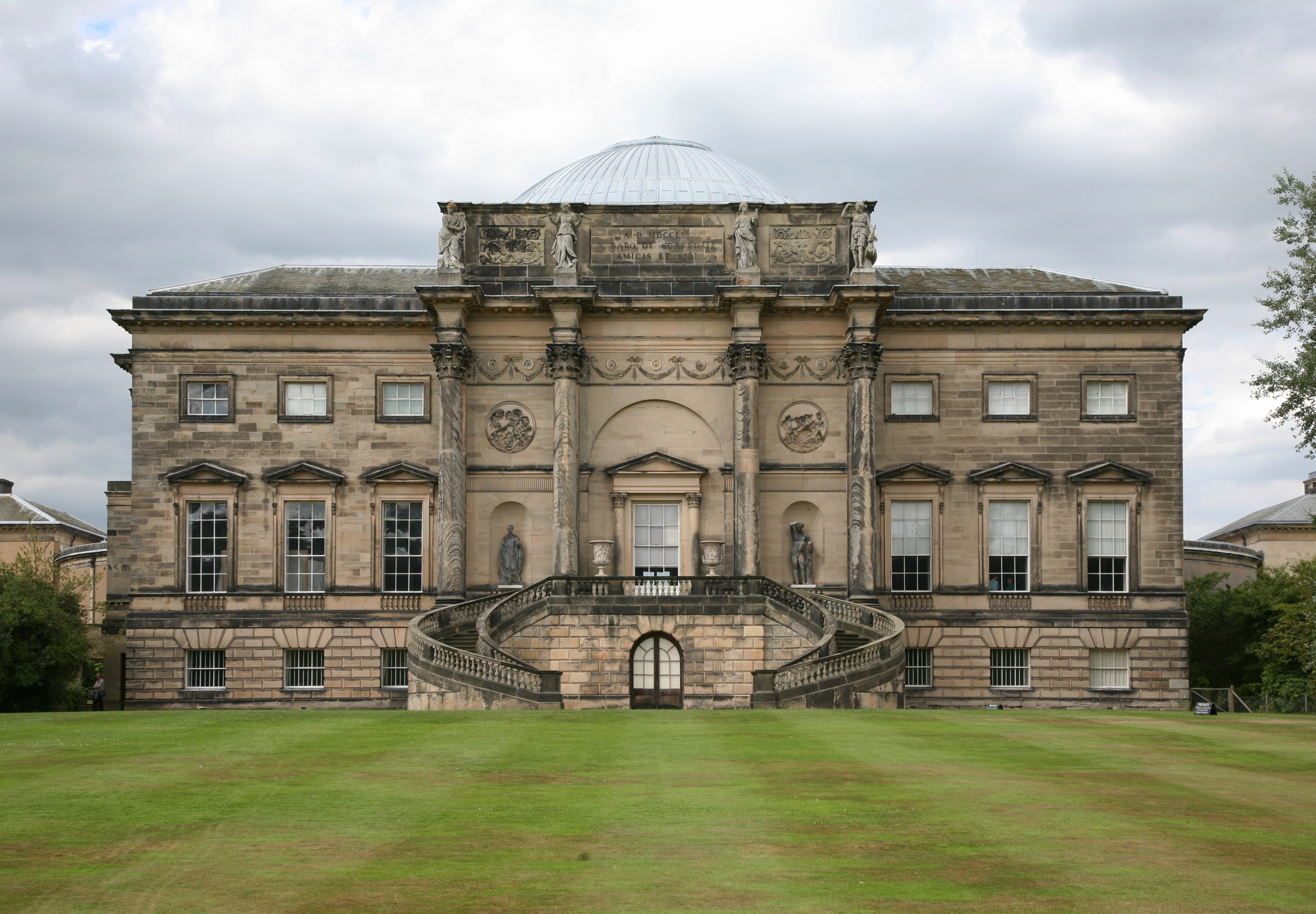
Zámek Kedleston Hall, hlavní rodové sídlo v hrabství Derby

Jeho manželkou byla Maria Victoria Leiter (1867–1906), dcera chicagského milionáře německého původu. Měli spolu tři dcery, Cynthia (1898–1933) byla manželkou fašistického politika Oswalda Mosleye.
Hlavním rodovým sídlem byl zámek Kedleston Hall (hrabství Derby). Curzon v roce 1911 koupil zámek Tattershal Castle (hrabství Lincolnshire). Nechal jej zrenovovat a svou poslední vůlí jej předal do správy organizace National Trust. Ještě před zakoupením tohoto sídla proběhl neúspěšný pokus vývozu části zámeckého mobiliáře do USA, Curzon poté v parlamentu inicioval debatu o ochraně kulturního dědictví a v roce 1913 byl přijat památkový zákon Ancient Monuments Consolidation and Amendment Act.

### Související článek
- Curzonova linie